# Évêque de Truro

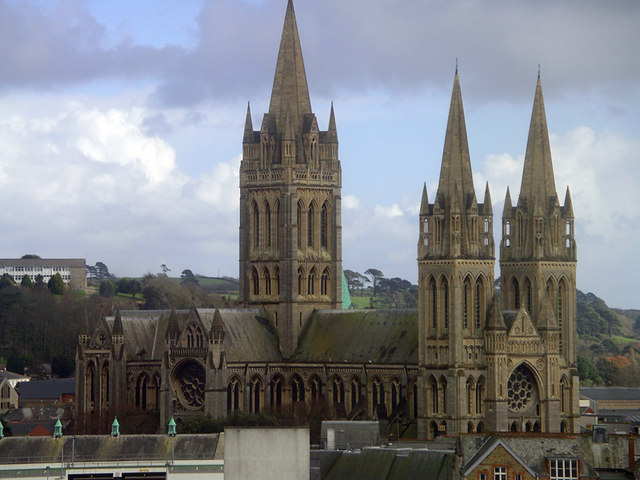
La cathédrale de Truro.

L'évêque de Truro est l'évêque de l'Église d'Angleterre responsable du diocèse de Truro. Son siège est la cathédrale de Truro.
Le diocèse de Truro, qui s'étend sur les Cornouailles, est détaché du diocèse d'Exeter en 1876. L'évêque de Truro est assisté par un suffragant, l'évêque de St Germans.

## Liste des évêques de Truro

Armoiries des évêques de Truro.

- 1877-1883 : Edward White Benson
- 1883-1891 : George Wilkinson
- 1891-1906 : John Gott
- 1906-1912 : Charles Stubbs
- 1912-1919 : Winfrid Burrows
- 1919-1923 : Guy Warman
- 1923-1935 : Walter Frere
- 1935-1951 : Joseph Hunkin
- 1951-1960 : Edmund Morgan
- 1960-1973 : Maurice Key
- 1973-1981 : Graham Leonard
- 1981-1989 : Peter Mumford
- 1990-1997 : Michael Ball
- 1997-2008 : Bill Ind
- 2009-2017 : Tim Thornton
- 2017-2018 : Chris Goldsmith
- 2018-2023 : Philip Mounstephen
- depuis 2025 : David Williams